# Бантенг
Бантенгът (Bos javanicus) е вид едър бозайник от семейство Кухороги (Bovidae).
Той е диво говедо, разпространено в Югоизточна Азия. Макар и застрашен в природата, в региона се отглеждат около 1,5 милиона опитомени животни, които се използват като работни животни и като източник на месо.

## Подвидове
B. j. birmanicus – Бирмански бантенг
B. j. javanicus – Явански бантенг
B. j. lowi – Борнейски бантенг